# Oblea

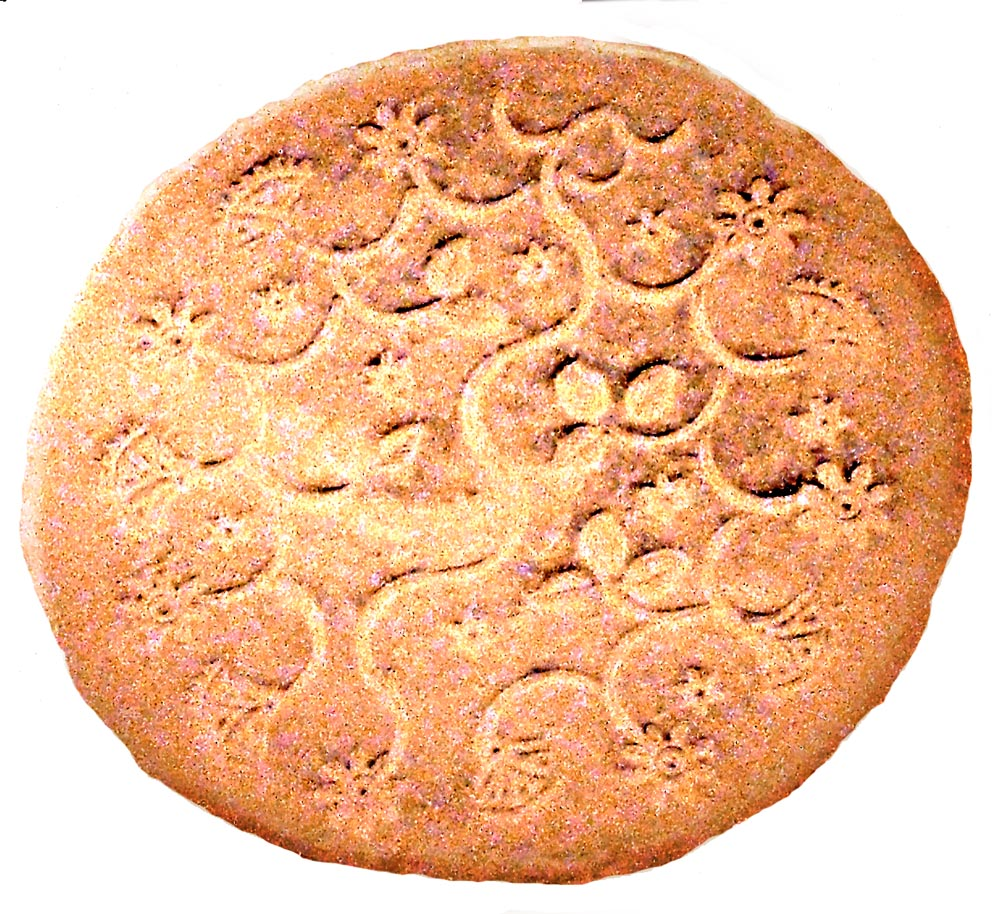
Reconstrucción gráfica de un oblea según el molde de hierro de la imagen de abajo.

Una oblea (también llamada wafer) es un pastel que data de la Edad Media, de forma delgada y redonda, compuesta de harina y agua, leche o vino blanco con huevos, azúcar y a veces, miel.

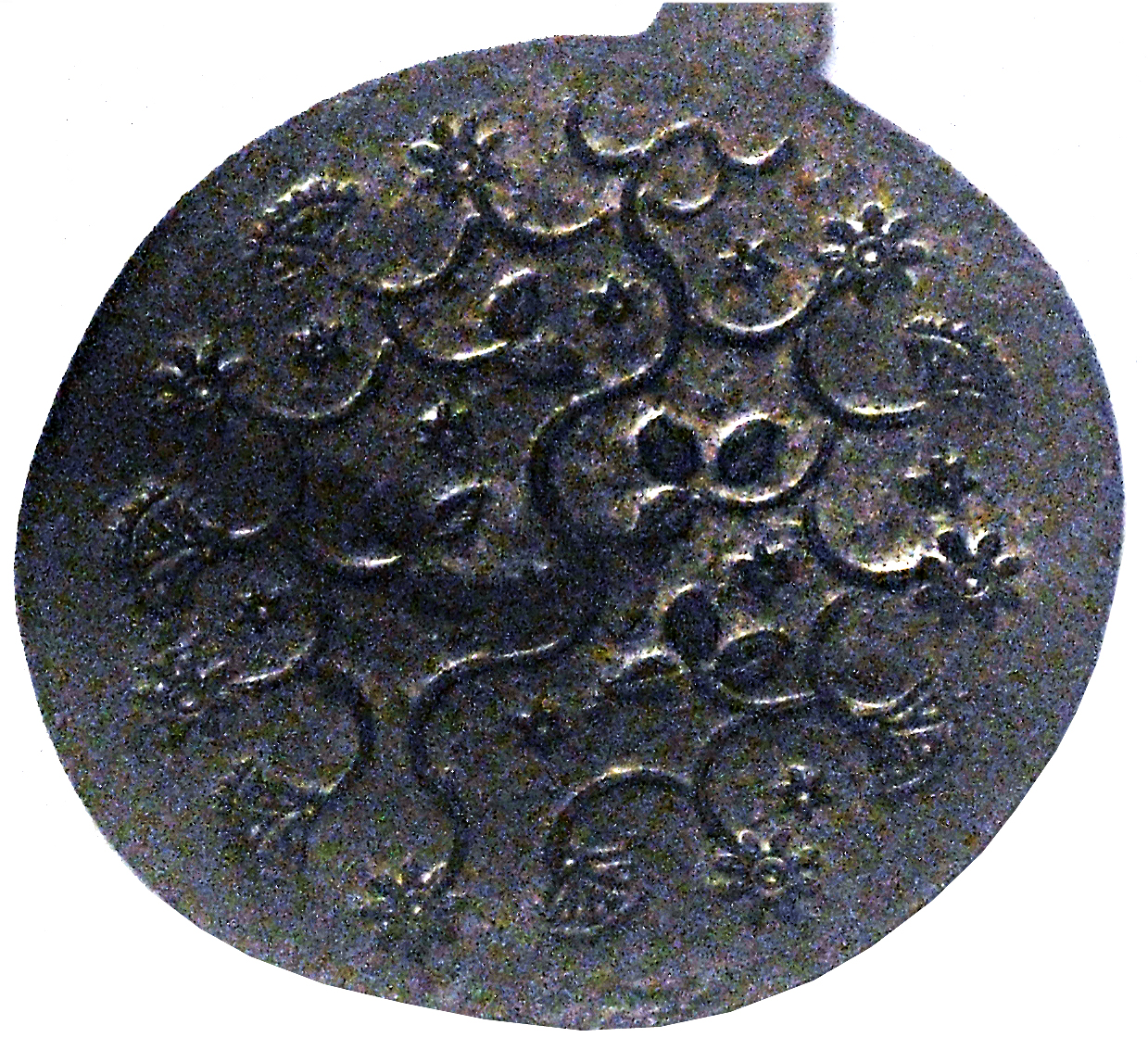
Hay una amplia gama de moldes de hierro para obleas en la Biblioteca del Museo de la Gastronomía Hermalle-sous-Huy.

Se cocina entre dos planchas (moldes de oblea), como los gofres, o a veces se aplana en un carrete vacío. En Alemania, es una galleta delgada con una base de pan ácimo con azúcar. En Suiza, las obleas se llaman bricelets. Argelia, en la década de 1950 (antes de la independencia), los vendedores ambulantes ofrecían obleas de París.
Deriva de las palabras del francés antiguo oblaye, obleie, oblea (XII), provendría del bajo latín eclesiástico: 'oblata' (hostia) ⇒ "ofrenda, pan ofrecido a la Eucaristía", nombre femenino sustantividad de "oblatus" ⇒ "ofrecido" especialmente "ofrecido a Dios, sacrificado" (véase Oblatos), utilizado como un participio pasado de "Offe" (de 'ob ferre "llevar ante").
De acuerdo con otros lexicógrafos más antiguos,  el término oblea podría tener su origen en la palabra griega 'obélias' (de donde proviene el término utilizado por Rabelais), que se refería a un pan, alargado y estrecho, cocinado a una parrilla o entre dos planchas y se vendía como un grano de arena  para servirle a finales de la comida y mojado en vino.
El significado primitivo de la palabra fue el de pan sin levadura empleado en la consagración de la misa, el segundo significado, la galleta preparada en el origen como una hostia.